# Gabrio Piola

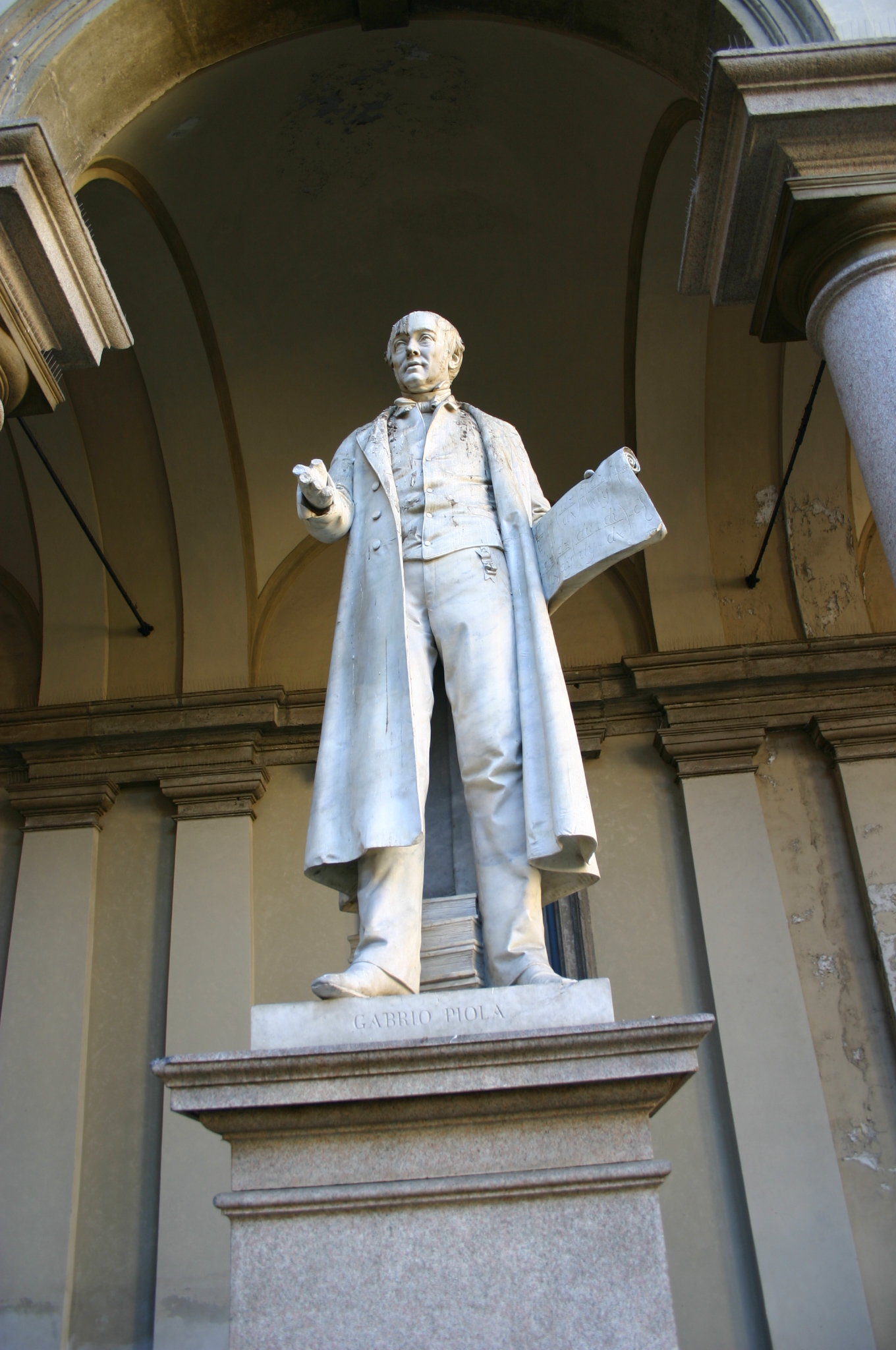
Monumento a Gabrio Piola en Milán.

Gabrio Piola (1794–1850) fue un físico italiano. El tensor tensión de Piola-Kirchhoff toma de él su nombre.